# Красноармейское (трамвайное депо, Тула)
Трамвайное депо «Красноармейское» (РМП, Ремонтно-Механическое Производство) — одно из трамвайных депо (парков) тульского трамвая.

## История
Первое депо Тульского трамвая.
Открытие парка состоялось в 1927 году. В депо первоначально поступили бывшие в употреблении вагоны Ф и Brush из Москвы и Ленинграда. В 1930 году начинается поступление поездов Х+М. В 1939 году служба пути выводится на территорию склада в Басово.
В 1949 году в депо поступают новые поезда КТМ-1+КТП-1 и бывшие в употреблении вагоны МС из Ленинграда.
После постройки в 1958 году депо на улице Оборонной было переоборудовано в вагоноремонтные мастерские, весь подвижной состав переводится на новую территорию.
В 1973 году в ходе реконструкции Красноармейского проспекта территория депо была сильно уменьшена и был построен новый однопутный выезд на улицу Коминтерна.
Расположение в центре города сделало территорию депо «лакомым куском». С 2005 года, на волне «антитрамвайной кампании», было принято решение о продаже территории.
В 2007 году предприятие ликвидировано и снесено. Подъездной путь по улице Лейтейзена демонтирован в мае 2010 года. На территории по состоянию на 2014 год так ничего и не было построено. За забором находится лишь котлован от здания депо.
В 2021 году на месте депо построен детский сад.

## Маршруты
С 1959 года трамвайное депо маршруты не обслуживало.

## Подвижной состав
По состоянию на начало 2006 года депо собственного линейного ПС не имело и занималось исключительно плановым ремонтом вагонов Tatra-Т3, Tatra T3DC и Tatra T6B5. Единственным вагоном, приписанным к предприятию, был грузовой трамвай на базе Tatra-Т3, использовавшийся для служебных перевозок и в качестве буксира. В депо находился действующий вагон серии Х. До преобразования в ремонтно-механическое производство депо эксплуатировало вагоны Ф, Brush, Х+М, КТМ-1+КТП-1